# Kovačevci
Kovačevci (in bulgaro Ковачевци?) è un comune bulgaro situato nella Regione di Pernik di 1 656 abitanti (dati 2009). La sede comunale è nella località omonima

## Località
Il comune è formato dall'insieme delle seguenti località:
- Čepino
- Egălnica
- Kalište
- Kovačevci (sede comunale)
- Kosača
- Loboš
- Rakilovci
- Svetlja
- Sirištnik
- Slatino